# Mario Levi

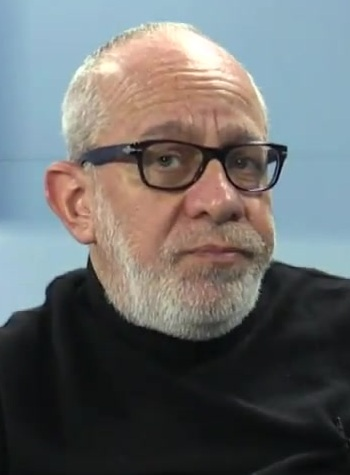
Mario Levi

Mario Levi (geb. 25. Februar 1957 in Istanbul; gest. 31. Januar 2024 ebenda) war ein Romanautor moderner türkischer Literatur.

## Lebenslauf
Mario Levi wurde als Sohn jüdischer Eltern geboren. Er machte seinen Abschluss 1975 an der französischen Schule Lycée Français Saint Michel in Istanbul, ging danach an die Universität und studierte 1980 an der sprachlichen Fakultät Romanistik. Seine ersten Artikel wurden in der Zeitung Şalom veröffentlicht. Es folgten andere in publizistischen Organen wie Cumhuriyet, Stüdyo İmge, Milliyet Sanat, Gösteri, Argos, Gergedan oder Varlık.
1986 erschien sein erstes Buch, eine Biografie über Jacques Brel. 1999 kam sein bekanntester Roman İstanbul Bir Masaldı heraus, eine Hymne auf seine Heimatstadt Istanbul. Levi veröffentlichte insgesamt 14 Romane und Erzählbände in der Türkei.
Mario Levi arbeitete nicht nur als Schriftsteller, sondern auch als Französischlehrer, Unternehmer, Journalist, Rundfunkredakteur und Werbetexter. Er hielt Vorlesungen an der Yeditepe Üniversitesi an der Fakultät für Kommunikationswissenschaft und unterrichtete kreatives Schreiben.

## Auszeichnungen
- 1990: Haldun-Taner-Preis für Bir Şehre Gidememek.[3]
- 2000: Yunus-Nadi-Literaturpreis für İstanbul Bir Masaldı (Istanbul war ein Märchen).[1]

## Werke (Auswahl)
- 1986: Bir Yalnız Adam: Jacques Brel (Jacques Brel: A Lonely Man, deutsch Jacques Brel: Ein einsamer Mann, Novellenfassung seiner Doktorarbeit)
- 1990: Bir Şehre Gidememek
- 1991: Madam Floridis Dönmeyebilir
- 1992: En Güzel Aşk Hikâyemiz
- 1999: İstanbul Bir Masaldı. (Deutsch 2008: Istanbul war ein Märchen. ISBN 978-3-518-46137-2)[4]
- 2005: Bir Yaz Yağmuruydu
  - Lunapark Kapandı
- 2009: Karanlık Çökerken Neredeydiniz. (Deutsch 2011: Wo wart ihr, als die Finsternis hereinbrach?. Berlin, Suhrkamp)[5]